# Łąsko Wielkie
Łąsko Wielkie – (niem. Groß Lonsk, 1942-1945 Lenzhagen) wieś o rolniczym charakterze, położona w województwie kujawsko-pomorskim, w powiecie bydgoskim, w gminie Koronowo, na północny zachód od Koronowa.

## Podział administracyjny
W latach 1975–1998 miejscowość administracyjnie należała do województwa bydgoskiego.

## Demografia
Według danych Urzędu Gminy Koronowo (XII 2015 r.) miejscowość liczyła 396 mieszkańców.

## Historia
Wieś wymieniana w dokumentach już w końcu XIII wieku (1288), w 1358 r. nabyta przez zakon cystersów z pobliskiego Koronowa. 10 października 1410 w okolicach wsi miała miejsce zwycięska bitwa wojsk polskich z Krzyżakami. W latach 1765–1772 zbudowano kościół pw. św. Anny w stylu barokowym, przebudowany następnie w 1892 r.; Wystrój i wyposażenie wnętrza pochodzi głównie z XVIII w. z warsztatu chełmińskiego rzeźbiarza Ephraima Gerlacha.

## Zabytki
Według rejestru zabytków NID na listę zabytków wpisany jest zespół kościoła parafialnego:
- kościół pw. św. Anny, 1765-1772, nr rej.: A/756 z 4.03.1931
- dzwonnica, poł. XIX w., nr rej.: A/1576/1-3 z 10.12.2010
- cmentarz przy kościele, poł. XIX w., nr rej.: j.w.
- murowane ogrodzenie cmentarza, 2 poł. XIX w., nr rej.: j.w.

## Turystyka
W okolicach wsi przebiega  pieszy szlak zielony „Jezior Koronowskich”: Wudzyn – prom Sokole-Kuźnica – Krówka – Łąsko Wielkie – Buszkowo – Byszewo – Koronowo – Samociążek – Stronno (77 km)